# Sint-Clemenskerk (Merkelbeek)
De Sint-Clemenskerk is een kerkgebouw in Merkelbeek in de Nederlands Zuid-Limburgse gemeente Beekdaelen. Het is een rooms-katholieke kerk gelegen aan de Wilmenweg 1.

## Geschiedenis
Er bestond al in de 13e eeuw een zelfstandige parochie in Merkelbeek. In de 18e eeuw werd een parochiekerk gebouwd, die na 1850 te bouwvallig bleek en werd overgedragen aan de Liefdezusters van het Kostbaar Bloed. De oude Sint-Clemenskerk bestaat nog steeds, maar staat tegenwoordig op het grondgebied van Brunssum.
In 1876 werd gestart met de bouw van een nieuwe parochiekerk, die in 1878 in gebruik werd genomen. Architect Johannes Kayser ontwierp een driebeukige kerk in neogotische stijl. De ingebouwde toren telt drie geledingen en heeft een ingesnoerde naaldspits. Binnen wordt de kerk overdekt door gemetselde kruisribgewelven. De glas-in-loodramen werden gemaakt door de Gebroeders Rooijen uit Maastricht. In 1935 werd de kerk vergroot door Joseph Franssen. Het oude priesterkoor werd daarbij vervangen door een transept, met daarachter een nieuw koor met driezijdige sluiting.
De kerk wordt tot op heden gebruikt door de parochie H. Clemens.
De bouw van de kerk leidde mede tot een verschuiving van de dorpskern, van Onderste Merkelbeek naar het westen, ongeveer halverwege tussen Douvergenhout en Onderste Merkelbeek. Deze dorpskern, rond de kerk, wordt wel Bovenste Merkelbeek genoemd, of gewoon Merkelbeek.

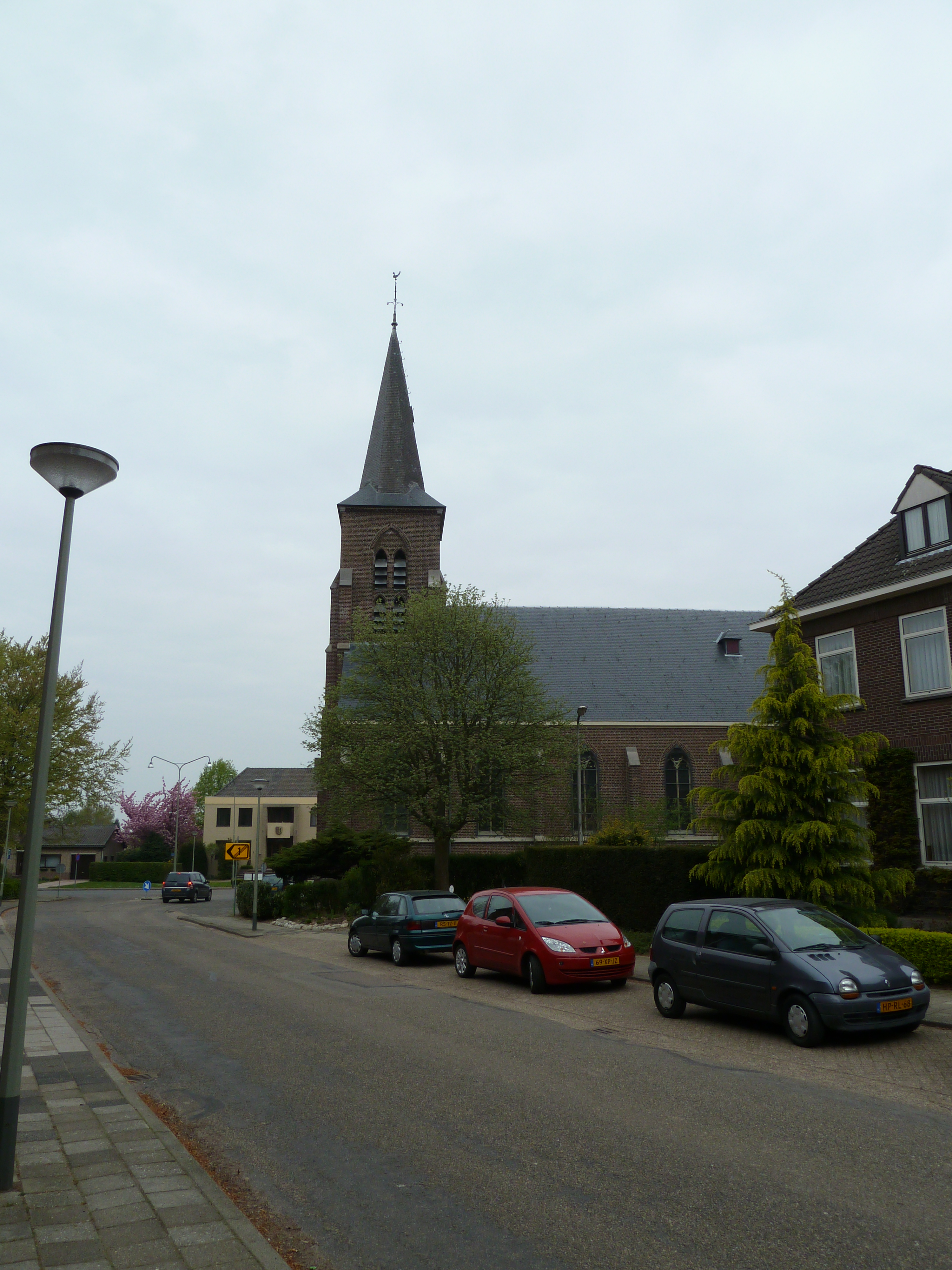
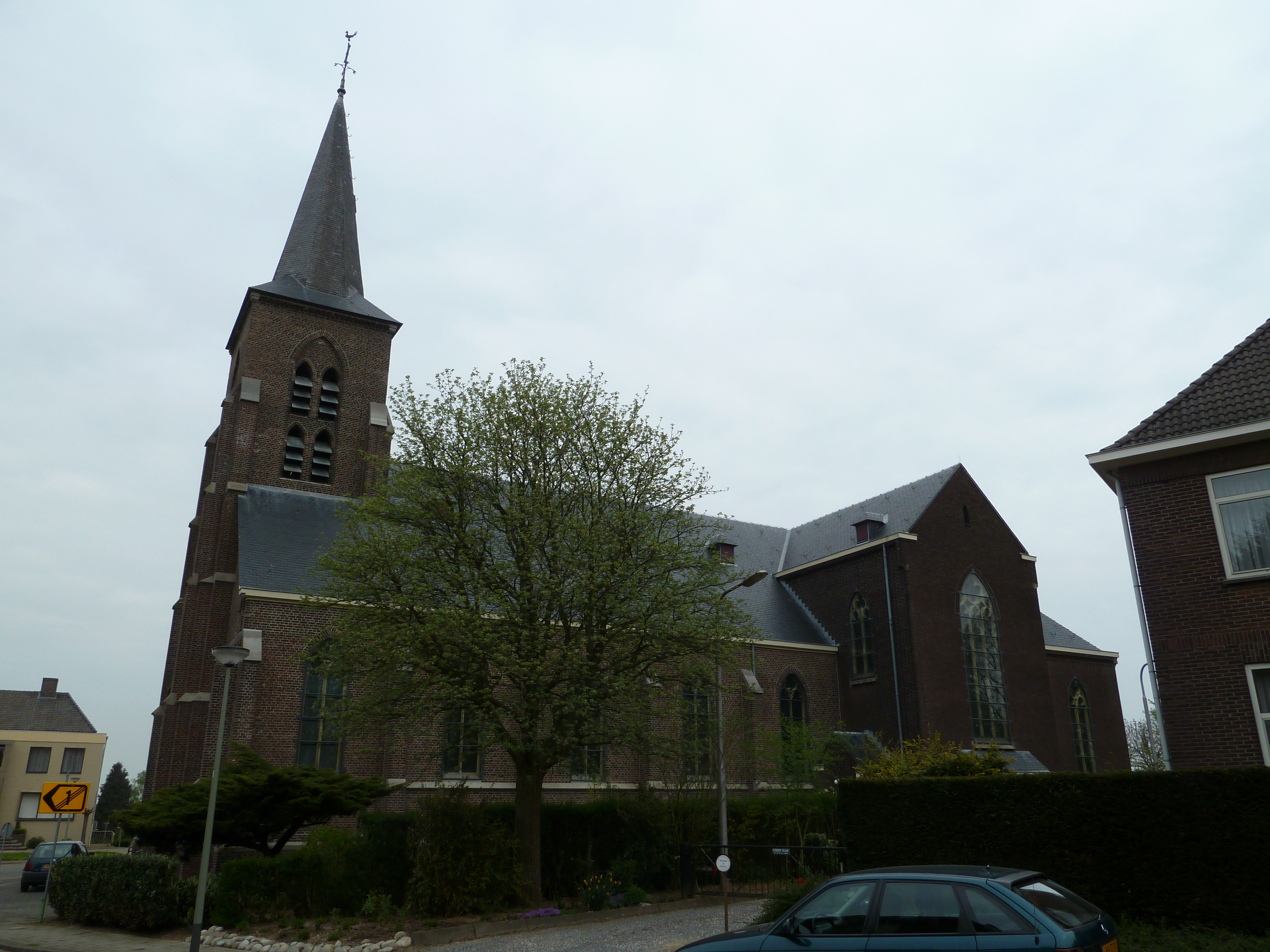
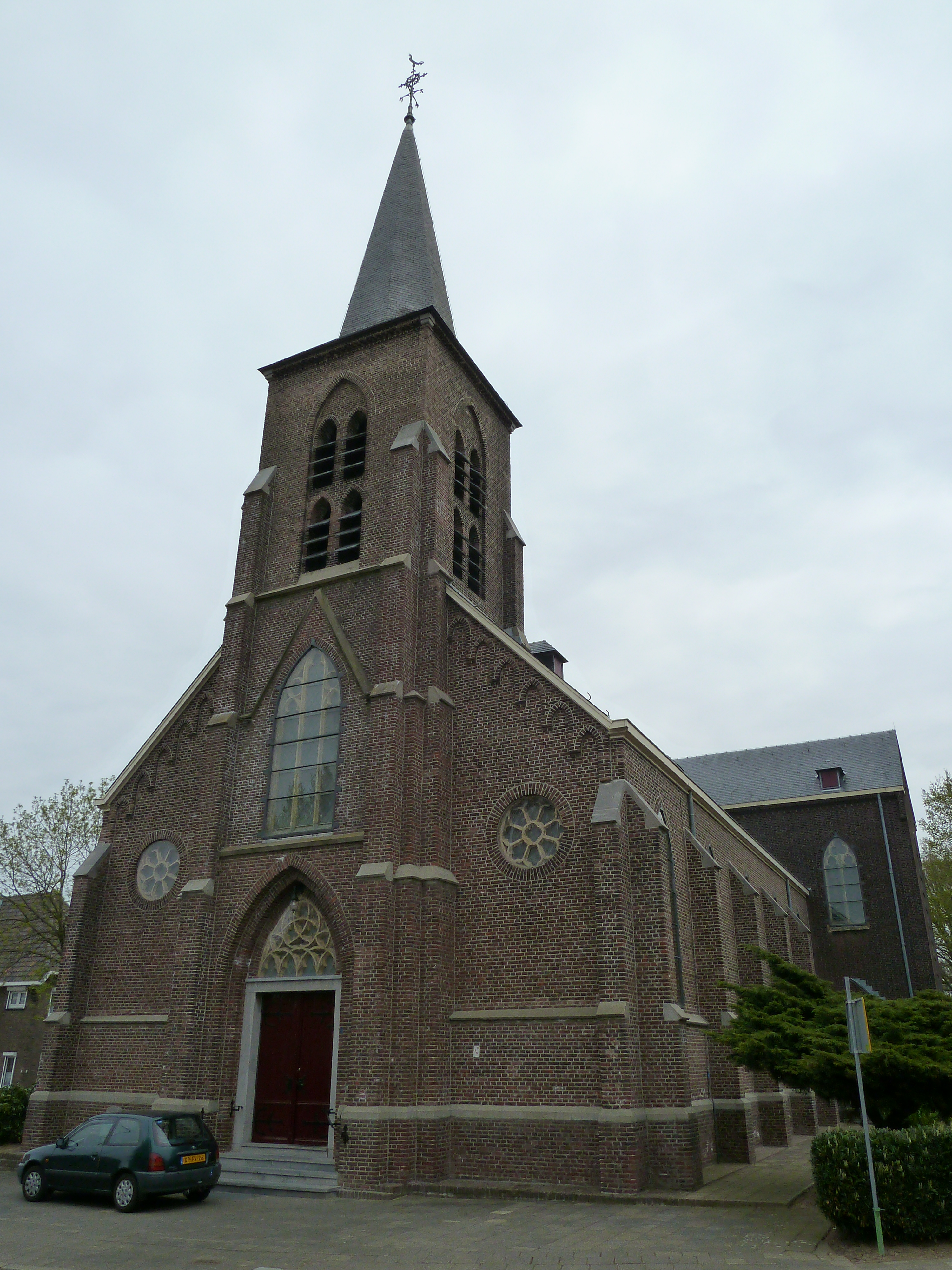
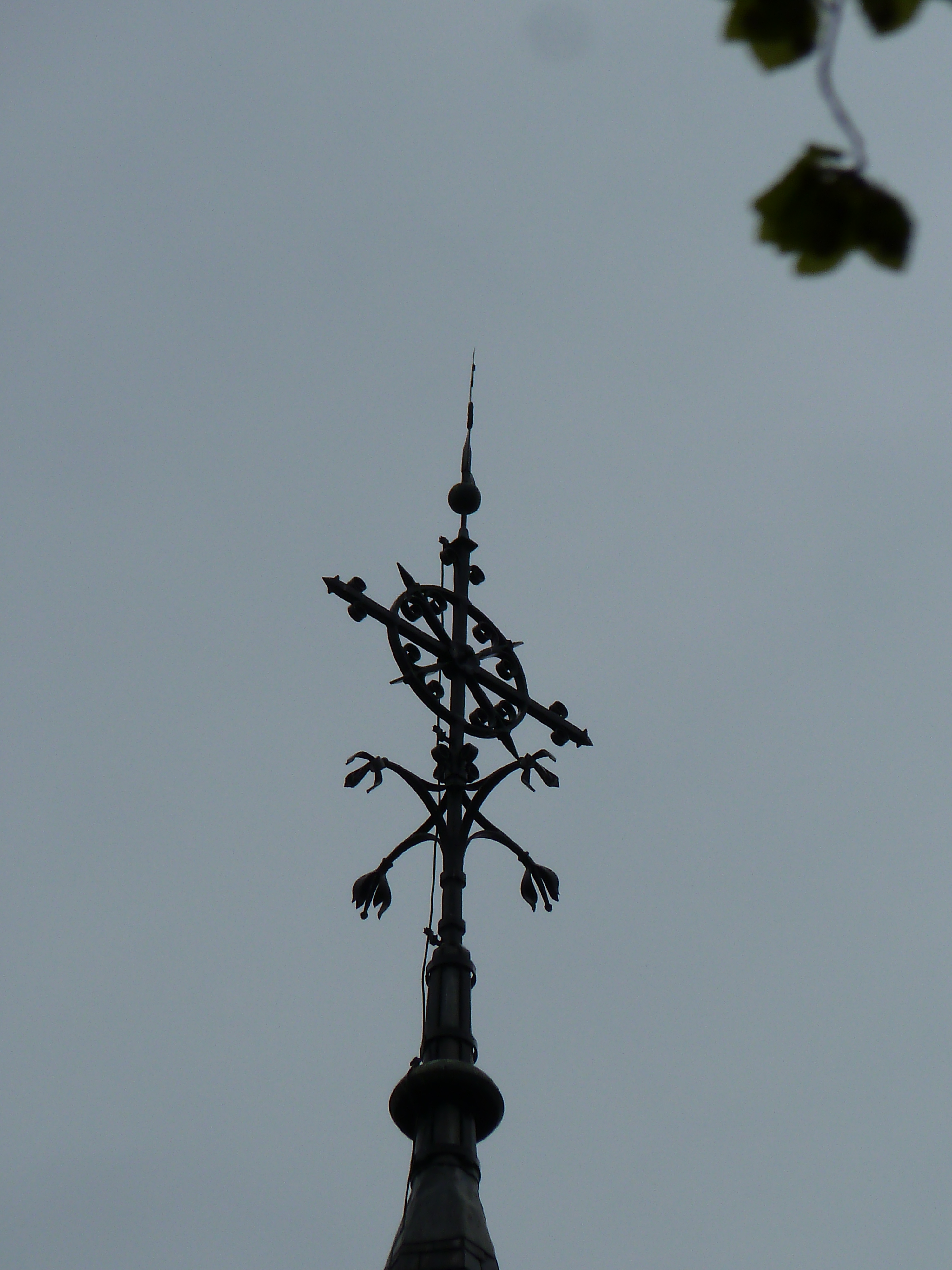
Op de spits

## Bron
- Kerkgebouwen in Limburg - Merkelbeek, Clemens